# 銭函海水浴場
銭函海水浴場（ぜにばこ かいすいよくじょう）は、日本の北海道小樽市銭函3丁目に設けられた海水浴場である。

## 概要
日本海に開けた石狩湾の奥部に形成された長い砂浜の一部を利用した海水浴場（汀線約480m）であり、湾の最奥部に位置する。北に銭函ヨットハーバー（汀線 約250m）と隣接し、さらにその北にはサンセットビーチ銭函（汀線全長 約260m）がある。一方、西側（張碓側）では石狩平野が途切れ、断崖絶壁が多い礫浜になっている。
銭函海水浴場の浜は泳ぎやすい砂浜であることに加え、駅前にあるという好立地性から、札幌市民・小樽市民を中心に人気が高い。
毎年の開設期間は7月初旬から8月末までである。

### 遊泳区域外
北海道は、2004年（平成16年）4月1日、プレジャーボート等と水域利用者（遊泳者、遊漁従事者、漁業従事者）との間で頻発する水難事故等を未然に防止すべく「北海道プレジャーボート等の事故防止等に関する条例」を施行した。係る条例の指定地となった銭函海水浴場には、指定された他の海水浴場と同様、このとき以来、プレジャーボート等が進入できない「水域利用調整区域」が設けられている。

## 年表
- ????年[いつ?]：銭函海水浴場の開場。
- 2004年（平成16年）4月1日：銭函海水浴場において「北海道プレジャーボート等の事故防止等に関する条例」が施行される[3]。

## 位置情報
- 北緯43度08分41.0秒 東経141度09分56.0秒 / 北緯43.144722度 東経141.165556度
- 銭函海水浴場 - 地理院地図
- 北海道小樽市銭函3丁目（銭函海水浴場） - Google マップ

※Googleマップの記号「A」は正しい位置を表示していないので注意。

## 交通アクセス
鉄道路線
- JR北海道 函館本線を銭函駅で下車し、徒歩約10分[2]。

自動車道
- 札樽自動車道を銭函ICで下り、国道337号を海側へ約2km[2]。

## 近隣の海水浴場
- （北東方向） ←　サンセットビーチ銭函（小樽市銭函3丁目）　-　銭函海水浴場　-　朝里海水浴場（小樽市朝里4丁目）　→ （北西方向）